# Granč-Petrovce
Granč-Petrovce (allemand : Grantsch-Petersdorf, hongrois : Garancpetróc) est un village de Slovaquie situé dans la région de Prešov.

## Histoire
Première mention écrite du village en 1292.

## Démographie

### Évolution de la population
| Année:               | 1994. | 2004.   | 2014.   | 2024.   |
| -------------------- | ----- | ------- | ------- | ------- |
| Nombre de personnes: | 589   | 597     | 608     | 663     |
| Différence:          |       | +1,35 % | +1,84 % | +9,04 % |

| Année:               | 2023. | 2024.   |
| -------------------- | ----- | ------- |
| Nombre de personnes: | 657   | 663     |
| Différence:          |       | +0,91 % |